# Морозко (фильм, 1964)
«Моро́зко» — советский цветной музыкальный фильм-сказка, поставленный на Центральной киностудии детских и юношеских фильмов имени М. Горького в 1964 году режиссёром Александром Роу по мотивам одноимённой русской народной сказки.
Премьера фильма в СССР состоялась 24 марта 1965 года.

## Сюжет
У старика со старухой растут две дочки, приёмные сёстры. Дочь старика — красивая, добрая, умная и работящая Настенька, а дочь старухи — конопатая и грубая Марфушка с противоположными качествами. Старуха, очень суровая женщина массивного телосложения, заставляет Настю работать, топая ногами и грозя «все косы повыдергать», а старик во всём подчиняется жене и настолько труслив, что не защищает дочь. В этих же краях живёт смелый, но самовлюблённый Иван, вдовий сын. Он оставляет дом и отправляется в путь — искать себе невесту.
На Ивана нападает шайка разбойников. Он отдаёт им свой хлеб и забрасывает их дубинки в небеса, обещая, что они вернутся к зиме. Затем Иван встречает Старичка-Боровичка, который дарит ему лук и стрелы, но вместо благодарности парень отвечает ему довольно невежливо: «Пусть тебе медведь в ножки кланяется». Наконец Иван приходит на берег реки, где встречает Настеньку, которая по наказу мачехи поливает сухой пень. Он хвастается перед Настей своей силой и в доказательство решает застрелить медведицу с медвежатами. Захотев защитить животных, Настя надевает Ивану на голову ведро, а Старичок-Боровичок превращает его в получеловека-полумедведя. Подумав, что это сделала Настя, Иван проклинает её и убегает, а Боровичок оставляет для него надпись на камне: «Не был бы ты невежей — не ходил бы с мордой медвежьей».
Иван хочет вернуться в прежнее состояние и избавиться от медвежьего облика. Для этого ему нужно сделать добрые дела, но все его боятся и убегают прочь; в отчаянии парень разбивает своё любимое зеркальце. Только слепая старушка принимает его помощь, соглашается, чтобы он отнёс её вместе с вязанкой дров на своих плечах к ней домой, после чего называет его красавцем. Но человеческий облик к нему всё равно не возвращается. Найдя клюку, принадлежавшую старушке, Иван решает вернуть и её (то есть, сделать доброе дело не ради награды). За это Старичок-Боровичок превращает его обратно в человека.
Тем временем старуха-мачеха готовит свою дочь к сватовству. Она покрыла её лицо белилами, привязала накладную косу и нанесла румяна свёклой. Настеньку же она пачкает сажей и покрывает ей голову рваной тряпкой, чтобы та не привлекала внимания. Поначалу хитрость срабатывает, но потом гости просят Марфушку приготовить гусячьи потрошка. Пытаясь поймать гуся, Марфушка падает в воду. Грим смывается с неё, а накладная коса отрывается, и только Настенька спасает её. Жених тут же отказывается от Марфушки и сватается за миловидную Настеньку, с которой вода смыла сажу и тряпки.
Однако злая мачеха никому не позволяет свататься к Настеньке, а зимой, отчаявшись выдать Марфушку, велит старику отвезти Настеньку в лес и оставить там замерзать. Старик покорно везёт свою дочь, но потом решает вытерпеть любую жестокость от старухи, нежели погубить Настеньку, и поворачивает домой. Настенька, боясь, что мачеха за это сживёт отца со свету, незаметно спрыгивает с саней и остаётся в заснеженном лесу.
В это же время по лесу в своей летней одежде ходит Иван и зовёт Настю. Случайно он выходит к избушке на курьих ножках, где живёт Баба-Яга. Иван просит её помочь ему найти Настеньку, но сварливая Баба-Яга приказывает живым деревьям схватить Ивана и сунуть его в печь. Иван предлагает Яге показать, как правильно садиться на лопату, а потом внезапно сам засовывает её в печь, откуда потом достаёт — за вознаграждение. Яга даёт ему тулуп и «путеводные» саночки (в которые превратила своего поросёнка), и Иван бежит за ними по снегу — к Настеньке. Баба-Яга посылает вслед чёрного кота, чтобы погубить Настеньку.
По зимнему лесу расхаживает дед Мороз или, как его здесь называют, Морозко. Под одной из елей он обнаруживает замерзающую Настеньку и испытывает её холодом, но в ответ слышит только слова смирения и доброты. Настенька почти умирает от холода, но Морозко, надев на Настеньку свою шубу, на самоходных санях везёт её в свой терем, а перед этим сообщает ей опасный секрет: «Кто до посоха моего коснётся, никогда не проснётся».
Путеводные санки заводят Ивана в яму. В тереме Настенька, пытаясь погладить посланного Бабой-Ягой чёрного кота, дотрагивается до морозильного посоха (который Морозко по невнимательности оставил дома) и засыпает ледяным сном. Кот на санках возвращается к Бабе-Яге, и та даёт коту миску сметаны, а санки превращает обратно в поросёнка и угощает холодцом. В это время пёс Настеньки Тяпа чует беду и бросается в лес. Он вытягивает Ивана из ямы, и они вместе бегут к терему Морозко. Иван просит у застывшей Настеньки прощения за обиду, и она оживает. Тем временем мачеха злится, что муж завёз родную дочь в лес (по её же прихоти) и что ей, раз нет нелюбимой падчерицы, приходится срывать зло на любимой дочери Марфушке.
Богато ода́ренные Морозкой, нарядные Иван и Настенька подъезжают на тройке коней к родному дому главной героини. Её приёмная сестра разгоняет толпу, обозвавшую её «квашнёй» и восхитившуюся Настенькой, и заявляет, что тоже хочет жениха и богатства. Старик отвозит её в то же место, где недавно оставил Настеньку. Там Марфушку и находит Морозко, которому она говорит: «Подавай быстрей жениха, да приданого. Да побольше!»
Иван, Настенька и Тяпа продолжают свой путь на тройке. В лесу на них нападают уже знакомые Ивану разбойники, которых подкупила Баба-Яга. Они привязывают Настеньку к дереву, и Яга обещает Ивану «расплату за лопату». Иван мощными ударами разгоняет шайку, а Бабе-Яге надевает на голову ступу, ломает её метлу и прогоняет прочь. В довершение разгрома на злодеев падают дубинки, которые Иван забросил на небеса ещё летом.
Мачеха строит планы, как Морозко одарит её дочь, и тут в деревню въезжает Марфушка на санях, запряжённых тройкой свиней. Приданое у неё — сундук с воронами. Вся деревня смеётся. Старик проявляет характер и ставит старуху на место, а Иван и Настенька играют свадьбу в тереме Морозко.

## В ролях
| Актёр             | Роль                                                         |
| ----------------- | ------------------------------------------------------------ |
| Наталья Седых     | Настенька (вокал — Екатерина Матусова)                       |
| Эдуард Изотов     | Иван                                                         |
| Александр Хвыля   | Морозко                                                      |
| Инна Чурикова     | Марфушка, сводная сестра Настеньки                           |
| Павел Павленко    | отец Настеньки                                               |
| Вера Алтайская    | мать Марфушки, мачеха Настеньки                              |
| Георгий Милляр    | Баба-Яга / дьяк в шайке разбойников / голос петушка          |
| Анатолий Кубацкий | атаман разбойников                                           |
| Галина Борисова   | Старичок-Боровичок, лесной колдун (озвучивание Михаил Яншин) |
| Татьяна Пельтцер  | мать жениха                                                  |
| Валентин Брылеев  | жених                                                        |
| Татьяна Барышева  | сваха                                                        |
| Варвара Попова    | слепая старушка                                              |
| Зинаида Воркуль   | мать Ивана                                                   |
| Анастасия Зуева   | сказительница                                                |

## Съёмочная группа
- Авторы сценария — Михаил Вольпин, Николай Эрдман
- Режиссёр-постановщик — Александр Роу
- Главный оператор — Дмитрий Суренский
- Главный художник — Арсений Клопотовский

### Музыка и песни
- Композитор — Николай Будашкин
- Автор песен — Михаил Вольпин
- Оркестр Государственного Комитета по кинематографии, дирижёр — Давид Штильман
- Свадебную песню исполняет Государственный Русский народный хор имени М. Е. Пятницкого, художественный руководитель — Валентин Левашов
- Песню «Кукушечка» исполняет Катя Матусова

Песни из фильма были записаны на пластинках фирмой «Мелодия».

## Награды и отзывы
- За роль Марфуши посол Чехии Ярослав Башта вручил Инне Чуриковой серебряную медаль Масарика[1].
- Фильм «Морозко» получил от Консультативного совета по кинематографии США награду Award of Excellence за лучший киносценарий для семейного просмотра[2].
- 1966 — Всесоюзный кинофестиваль — Приз за лучший фильм по разделу детских фильмов.
- Фильм был показан в США в передаче Mystery Science Theater 3000, где ведущие высмеивают плохие и малобюджетные фильмы. Не разобравшись в сюжете фильма и русском фольклоре, ведущие высмеяли и «Морозко», из-за чего фильм неожиданно приобрёл в США репутацию «культового трэша»[3].

## Факты
- Первоначально Александр Роу рассматривал на роль Настеньки актрису Надежду Румянцеву, а на роль Марфушки — Тамару Носову.
- Инна Чурикова так вспоминала о роли Марфушеньки:

В съёмочную группу я попала случайно. На тот момент я училась в Театральном училище имени Щепкина. У нас была очень хорошая девочка, талантливая актриса Тамара Носова, которую Роу изначально хотел взять на роль Марфушки. Но однажды в коридорах института мы столкнулись с ассистентом режиссёра, она-то меня ему и посоветовала. На пробах нам с Тамарой пришлось грызть орехи. Я так хотела сниматься, что не щадила зубов! Наверное, поэтому Роу меня и приметил. Потом, помню, со мной случился казус: зимнюю натуру снимали на Кольском полуострове, под Мурманском. Было очень холодно. И, когда я сидела под ёлкой в ожидании Деда Мороза, замёрзла по-настоящему, потому что наш оператор очень долго устанавливал свет. А потом в корзинке вместо яблок почему-то оказался лук. И мне пришлось лопать его, делая вид, что грызу яблоки, как было положено по сценарию… Когда я пришла на озвучку фильма и впервые увидела себя на экране, то расплакалась. Мне казалось, что я такая страшная!

- Много лет в Чехословакии эту сказку показывали по телевидению на Новый год[4][5][6].
- После выхода фильма Александр Хвыля стал главным Дедом Морозом СССР и участвовал в этом качестве на Новогодних ёлках в Кремле[7].
- В фильме снялся пёс Дружок, который до этого снимался в «Сказке о потерянном времени»[8].
- Сцена с ожившими деревьями позже будет повторена в другом фильме Александра Роу — «Золотые рога».
- В одном из эпизодов снялись юные актёры предыдущего фильма-сказки Роу — «Королевство кривых зеркал»: Андрей Стапран (Гурд) исполнил роль попрошайки, которому Иван в медвежьем обличии дал пятак[9], а Ольга и Татьяна Юкины — девочек, собиравших грибы[8].